# Juan de O'Donojú

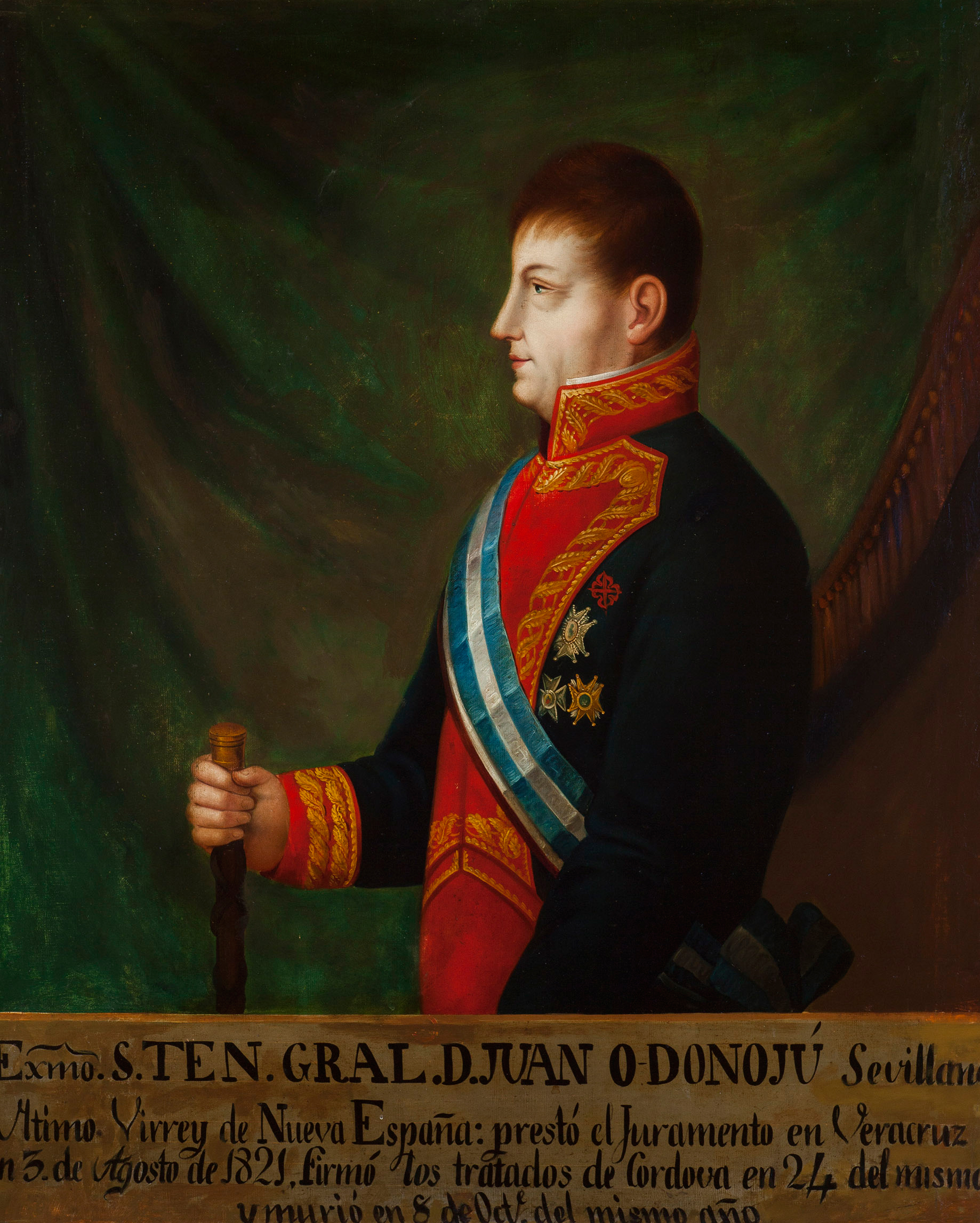
Juan O'Donojú, vicekoning van Nieuw-Spanje

Juan de O'Donojú (Iers: John O'Donahue, Sevilla, 1762 - Mexico-Stad, 8 oktober 1821) was de laatste vicekoning van Nieuw-Spanje.
O'Donojú stamde uit een Ierse familie. Hij was vanwege zijn liberale denkbeelden meerdere keren in de problemen geraakt. Na de liberale staatsgreep in Spanje in 1820 werd hij tot vicekoning van Nieuw-Spanje benoemd om de in ongenade geraakte Juan Ruiz de Apodaca te vervangen. Toen hij aankwam in Veracruz was bijna het hele land al in handen van de opstandelingen voor de onafhankelijkheid. Op 24 augustus 1821 tekende hij het Verdrag van Córdoba met Agustín de Iturbide, waarin hij de onafhankelijkheid van Mexico erkende. De provisorische leiding van het vicekoninkrijk weigerde echter O'Donojú's autoriteit te erkennen, maar moest zich er uiteindelijk toch bij neerleggen. Op 15 september werd hij erkend als vicekoning. Op 26 september maakte hij zijn intrede in Mexico-Stad en twee dagen later tekende hij de acte van onafhankelijkheid. Iturbide en O'Donojú gingen deel uitmaken van een provisorische junta, in afwachting of Ferdinand VII van Spanje het keizerschap van Mexico zou accepteren. Enkele dagen later overleed O'Donojú aan een longaandoening; volgens sommigen was hij vergiftigd.
- Biblioteca Nacional de España: XX1525765
- Gemeinsame Normdatei: 1233231197
- International Standard Name Identifier: 0000 0000 2451 6045
- Library of Congress Control Number: n81069169
- SNAC: w67w7pnd
- Virtual International Authority File: 23463353
- WorldCat: E39PBJrWG7KfxFbk6hJBKwbDbd